# Каракаш, Эва
Э́ва Ка́ракаш (венг. Karakas Éva, урождённая Фюрст (венг. Fürst), по первому мужу Кертес (венг. Kertész); 15 февраля 1922, Будапешт — 7 мая 1995, Будапешт) — венгерская шахматистка, гроссмейстер (1982).
Неоднократная чемпионка Венгрии. Участница турниров претенденток: Москва (1955) — 14-е место; Пловдив (1959) — 7-е; Врнячка-Баня (1961) — 7—9-е места. В составе национальной команды участница 3-х Олимпиад (1957, 1963 и 1966).

## Изменения рейтинга
| Графики недоступны из-за технических проблем. См. информацию на Фабрикаторе и на mediawiki.org. |